# Petroleumhaven
Petroleumhaven est une darse du port d'Amsterdam sur le canal de la Mer du Nord aux Pays-Bas.

## Histoire
Le stockage d'hydrocarbure dans la ville a été interdit par le conseil de la ville en 1862 pour des raisons de sécurité.
Le bassin a été construit en forme de fer à cheval, pour qu'en cas d'accident, l'entrée puisse être fermée rapidement sans que les hydrocarbures ne se répandent dans l'IJ.
Le 14 mai 1940, lors de la bataille des Pays-Bas la zone a été bombardée par le Royaume-Uni pour éviter que le stockage ne tombe aux mains des allemands. La moitié de la capacité de stockage a été détruite ou gravement endommagée.
De nos jours les hydrocarbures sont stockés dans le Amsterdam-Westpoort, construit à l'extérieur de la ville. La darse est située sur la rive sud du Canal de la Mer du Nord, dans le polder d’Amsterdam (nl) crée en 1872 à l’ouest de la ville dans le cadre de l’IJpolders (nl).

## Les activités actuelles
Aujourd'hui Vopak utilise les 21 réservoirs du dock qui ont une capacité de 85 000 m3
| Afrikahaven Zanzibarhaven Madagascarhaven Amerikahaven Alaskahaven Cacaohaven Texashaven Aziëhaven Australiëhaven Tasmaniëhaven ADM-haven Westhaven Hornhaven Moezelhaven Mainhaven Beringhaven Suezhaven Bosporushaven Sonthaven Jan van Riebeeckhaven Usselincxhaven C Reynierszhaven Adenhaven Ashaven Petroleumhaven Coenhaven Mercuriushaven Vlothaven Neptunushaven Minervahaven Houthaven Nieuwe Houthaven Bewaarhaven Oude Houthaven Sixhaven Ponthaven IJhaven Ertshaven Spoorwegbassin Entrepothaven Shipdock NDSM Oranjewerf Écluses d'Orange Écluse du Prince Willem-Alexander Canal de la Mer du Nord IJ Dirk Metselaarhaven Isaac Baarthaven Wim Thomassenhaven |